# Sarah Gordy
Pour les articles homonymes, voir Gordy (homonymie).
Sarah Gordy est une actrice britannique, née en septembre 1976. Elle a le syndrome de Down. Elle est surtout connue pour ses rôles dans la série télévisée britannique Strike et Maîtres et Valets de la BBC. En 2018, elle devient la première femme ayant un syndrome de Down à obtenir un MBE (Most Excellent Order of the British Empire, lit. Très excellent ordre de l'Empire britannique) et la première personne avec ce syndrome à recevoir un diplôme honorifique d'une université britannique.

## Jeunesse
Née à Londres d'une mère britannique et d'un père américain, Sarah Gordy vit au Royaume-Uni et aux États-Unis. Elle grandit à Bromley et fréquente l'école primaire d'Orpington, dans le Kent. En raison du travail de son père, sa famille déménage aux États-Unis où elle va au lycée à Houston, au Texas. La famille revient au Royaume-Uni quand Sarah Gordy a 16 ans. Ils déménagent à Lewes, dans le Sussex de l'Est, où elle fréquente le Sussex Downs College et commence à jouer dans quelques pièces.

## Carrière
Sarah Gordy obtient son premier emploi professionnel dans la série télévisée Peak Practice (en) sur la chaine ITV, dans le rôle de Jessica Bain dans la 10e saison. Elle a par la suite obtenu de nombreux autres rôles à la télévision et au théâtre.
À l'été 2010, Sarah Gordy découvre qu'elle a été choisie pour le rôle de Lady Pamela Holland dans la nouvelle production de la BBC One : Maîtres et Valets. Lady Pamela est la sœur longtemps perdue du personnage principal, Sir Hallam. Une partie de son rôle est écrit pour illustrer les attitudes envers les personnes handicapées des années 1930.
Ensuite, elle joue dans la saison 3 d'un épisode de Call the Midwife, diffusé pour la première fois sur BBC One le 16 février 2014. Elle joue le rôle de Sally Harper, une jeune femme avec le syndrome de Down qui tombe enceinte à la suite de sa relation avec Jacob Milligan, un jeune homme détenant une infirmité motrice cérébrale, joué par Colin Young. Écrit par Heidi Thomas (en), créatrice de la série, cet épisode met en lumière le traitement réservé aux personnes ayant un handicap mental et physique dans la société britannique à la fin des années 50.
Elle apparaît également dans une pièce de la BBC Radio 4, Resurrection, en avril 2012 ainsi que dans The Infant King pour le projet Oyster, projet pour lequel elle participe à la réalisation.
En 2013, elle est nommée pour le BBC Sussex and Surrey Community Heroes Award qu'elle remporte. En 2014, elle reçoit le Prix des arts des Civic Awards du conseil municipal de la ville de Lewes pour ses services rendus à la population et son travail dans le domaine des arts, en particulier pour les personnes handicapées qui vivent et travaillent à Lewes.
Sarah Gordy innove en 2014 en jouant un personnage central sans handicap dans la pièce Crocodiles au Royal Exchange Theatre de Manchester. Elle travaille beaucoup au théâtre, apparaissant dans Once We were Mothers de Lisa Evans pour The New Vic à Newcastle under Lyme, et dans sa deuxième production au Orange Tree Théâtre, à Richmond. Elle interprète le rôle de deux personnes dans la pièce Into the Blue au Arcola Theatre, à Londres. Elle joue aussi le rôle principal dans la production théâtrale itinérante Seize the Day avec le Hijinx Théâtre (en).
Elle est également l'une des principales danseuses du Culture Device Dance Project, une compagnie de danse expérimentale pour les danseurs professionnels ayant une trisomie 21. Elle se produit en Allemagne, en Macédoine, au Royaume-Uni et en Irlande. En juin 2016, elle interprète une série de pièces de danse lors de la cérémonie de remise des prix du concours de photographie My Perspective International qui est organisée chaque année par la Down Syndrome Association (DSA).
En 2017, Sarah Gordy joue le rôle d'Orlando Quine dans deux épisodes de la série Strike,.
En novembre 2018, Sarah Gordy se voit remettre un MBE pour ses services aux arts et aux personnes détenant un handicape. Le MBE est décerné dans le cadre des honneurs de l'anniversaire de la reine (en) en juin. Elle devient ainsi la première femme ayant une trisomie 21 à se voir attribuer un MBE. Le mois suivant, elle reçoit un doctorat honorifique en droit de l'Université de Nottingham, devenant ainsi la première personne atteinte de son syndrome à se voir attribuer un diplôme honoris causa par une université britannique.

## Vie privée
Sarah a une sœur cadette Catherine. Leur mère, Jane Gordy, coache les rôles dramatiques de Sarah, voyage avec elle et l’aide dans ses répliques. Jane dit « Ce qui est intéressant avec Sarah, c'est qu'elle ne joue pas vraiment. Elle est remplie d'émotion lors du tournage. Elle ne peut pas simuler son émotion, elle croit tout en son personnage. »
Sarah Gordy vit à Lewes, dans le Sussex de l'Est. Elle aime danser et s'entraîner au gymnase. Lorsqu'elle ne joue pas, elle est bénévole au magasin de charité (en) de la British Heart Foundation (en).
Sarah est une ambassadrice pour Mencap (en) et marraine de Circus Starr.